# Râul Techere
Râul Techere este un curs de apă, afluent al râului Pădureni. 